# La Gaillarde
La Gaillarde és un municipi francès situat al departament del Sena Marítim i a la regió de Normandia. L'any 2007 tenia 427 habitants.

## Demografia

### Població
El 2007 la població de fet de La Gaillarde era de 427 persones. Hi havia 164 famílies de les quals 32 eren unipersonals (12 homes vivint sols i 20 dones vivint soles), 52 parelles sense fills, 72 parelles amb fills i 8 famílies monoparentals amb fills.
La població ha evolucionat segons el següent gràfic:
Habitants censats

### Habitatges
El 2007 hi havia 208 habitatges, 171 eren l'habitatge principal de la família, 32 eren segones residències i 5 estaven desocupats. 203 eren cases i 4 eren apartaments. Dels 171 habitatges principals, 118 estaven ocupats pels seus propietaris, 49 estaven llogats i ocupats pels llogaters i 4 estaven cedits a títol gratuït; 1 tenia una cambra, 7 en tenien dues, 30 en tenien tres, 40 en tenien quatre i 93 en tenien cinc o més. 157 habitatges disposaven pel capbaix d'una plaça de pàrquing. A 70 habitatges hi havia un automòbil i a 75 n'hi havia dos o més.

### Piràmide de població
La piràmide de població per edats i sexe el 2009 era:
| Homes | Edats   | Dones |
| ----- | ------- | ----- |
| 0     | 95 o +  | 0     |
| 4     | 90 a 94 | 0     |
| 0     | 85 a 89 | 4     |
| 4     | 80 a 84 | 4     |
| 4     | 75 a 79 | 0     |
| 4     | 70 a 74 | 4     |
| 20    | 65 a 69 | 20    |
| 4     | 60 a 64 | 16    |
| 4     | 55 a 59 | 0     |
| 16    | 50 a 54 | 4     |
| 12    | 45 a 49 | 32    |
| 32    | 40 a 44 | 16    |
| 20    | 35 a 39 | 8     |
| 8     | 30 a 34 | 4     |
| 20    | 25 a 29 | 28    |
| 4     | 20 a 24 | 0     |
| 16    | 15 a 19 | 16    |
| 4     | 10 a 14 | 16    |
| 16    | 5 a 9   | 20    |
| 32    | 0 a 4   | 8     |

## Economia
El 2007 la població en edat de treballar era de 284 persones, 189 eren actives i 95 eren inactives. De les 189 persones actives 174 estaven ocupades (111 homes i 63 dones) i 15 estaven aturades (7 homes i 8 dones). De les 95 persones inactives 24 estaven jubilades, 23 estaven estudiant i 48 estaven classificades com a «altres inactius».

### Ingressos
El 2009 a La Gaillarde hi havia 161 unitats fiscals que integraven 408 persones, la mediana anual d'ingressos fiscals per persona era de 15.803 €.

### Activitats econòmiques
Dels 12 establiments que hi havia el 2007, 1 era d'una empresa alimentària, 2 d'empreses de fabricació d'altres productes industrials, 1 d'una empresa de construcció, 3 d'empreses de comerç i reparació d'automòbils, 1 d'una empresa immobiliària i 4 d'empreses de serveis.
Dels 4 establiments de servei als particulars que hi havia el 2009, 2 eren tallers de reparació d'automòbils i de material agrícola i 2 lampisteries.
Dels 2 establiments comercials que hi havia el 2009, 1 era un hipermercat i 1 un supermercat.
L'any 2000 a La Gaillarde hi havia 6 explotacions agrícoles.

## Equipaments sanitaris i escolars
El 2009 hi havia una escola elemental integrada dins d'un grup escolar amb les comunes properes formant una escola dispersa.

## Poblacions més properes
El següent diagrama mostra les poblacions més properes.